# Hercospora
Hercospora — рід грибів родини Lamproconiaceae. Назва вперше опублікована 1825 року.